# Amorphoscelis opaca
Amorphoscelis opaca es una especie de mantis de la familia Amorphoscelidae.

## Distribución geográfica
Se encuentra en Camerún.